# Inari, Finlanda
Inari este o comună din Finlanda. A fost înființată în anul 1876. Cele mai mari sate sunt Inari și Ivalo.

## Localități componente
Comuna Inari cuprinde următoarele sate:
- Ivalo
- Inari
- Törmänen
- Keväjärvi
- Koppelo
- Sevettijärvi-Näätämö
- Saariselkä
- Nellim
- Angeli
- Kaamanen
- Kuttura
- Lisma
- Partakko
- Riutula